# Sankarisme

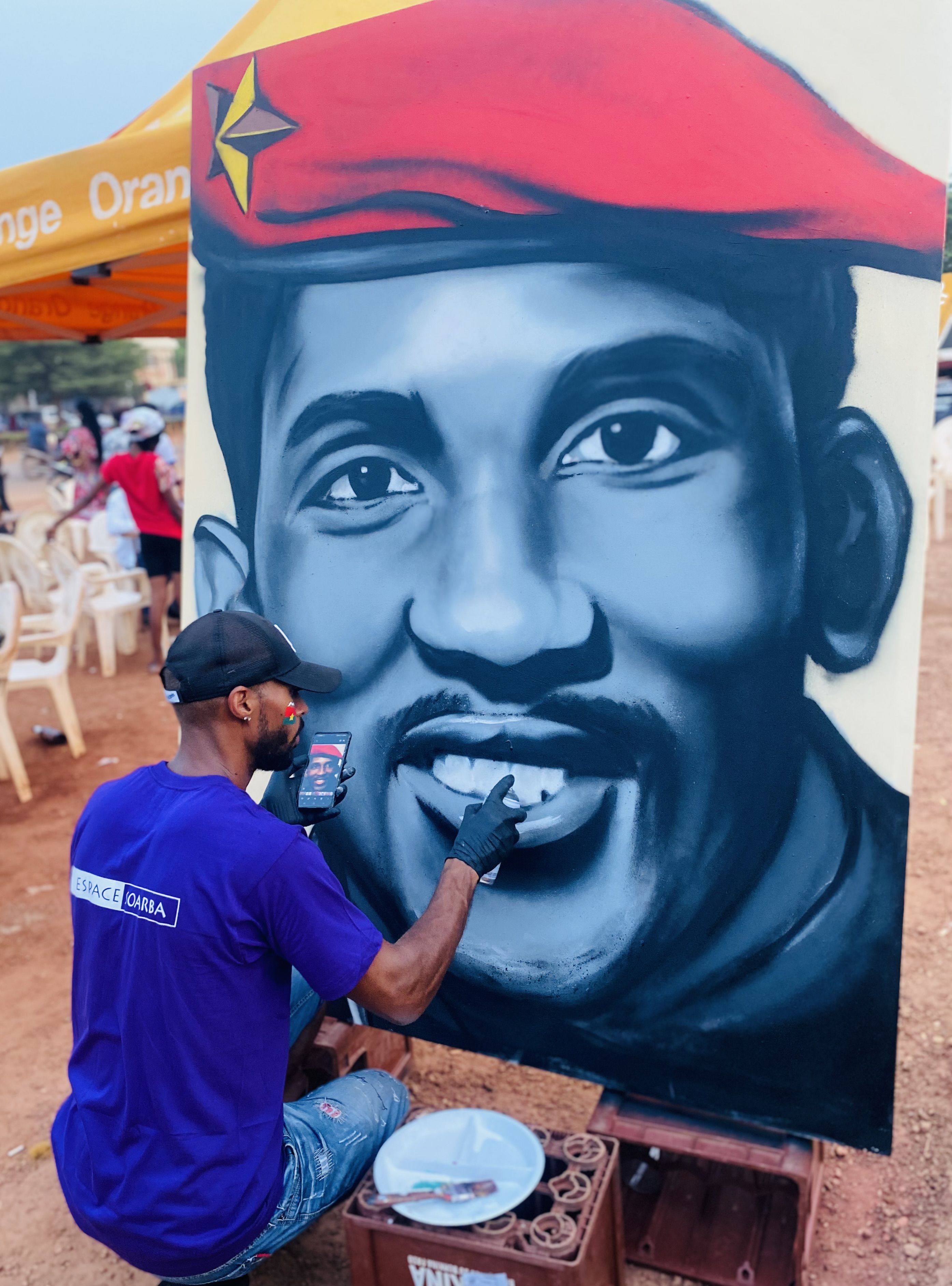
Portrait de Thomas Sankara.

Le sankarisme désigne l'ensemble des idéologies, des valeurs politiques et morales prônées par le capitaine Thomas Sankara, président du Burkina Faso de 1983 à 1987.

## Historique

### Origine
Le capitaine Thomas Sankara arrive au pouvoir en Haute-Volta (actuel Burkina Faso) par un coup d'État militaire soutenu par le peuple en 1983.
Pendant son mandat au pouvoir, Sankara — un vétéran de guerre bien connu pour son charisme — commence la mise en place de ce qu'il appelle la « Révolution démocratique et populaire », une transformation radicale de la société axée sur l'autosuffisance. Un certain nombre d'organisations sont formées pour mettre en œuvre cette révolution, parmi lesquelles les Comités de défense de la révolution, les Tribunaux populaires de la révolution et les Pionniers de la révolution.
Un grand nombre de réformes sont promulguées dans le pays, rebaptisé Burkina Faso (« patrie des personnes intègres ») à partir de 1983. Ces réformes sont entre autres des programmes de vaccination de masse,, le reboisement, l'élimination des bidonvilles grâce à de nouveaux lotissements, et le développement des infrastructures nationales telles que les réseaux ferroviaires.

### Postérité
En 1987, le capitaine Sankara est assassiné avec 12 de ses partisans lors d'un autre coup d'État dirigé par l'ex-président Blaise Compaoré, ex-ami et  frère d'arme de Thoma Sankara. La plupart des projets enclenchés sont annulés après ce coup d'État militaire.
Même après la mort de Thomas Sankara, son héritage demeure en grande partie grâce à sa personnalité charismatique et ses actions. Parfois surnommé le « Che Guevara de l'Afrique » en raison de ses similitudes de style avec le révolutionnaire argentin et de l'inspiration qu'il a tirée de la révolution cubaine, Sankara est devenu connu pour sa vie frugale, sa moto, son jeu de guitare et son opposition au culte de la personnalité. Autant de traits personnels qui le distinguent des hommes d'État africains contemporains. Par exemple, lorsqu'on lui a demandé pourquoi il ne voulait pas que son portrait soit accroché dans des lieux publics, comme c'était la norme pour les autres dirigeants du continent, il a répondu « Il y a sept millions de Thomas Sankaras ».
Idéologiquement, Sankara était un panafricaniste et anti-impérialiste qui cherchait à revendiquer l'identité africaine de sa nation et s'opposait au néocolonialisme. Aussi d'idéologie communiste, il étudiait les œuvres de Karl Marx et de Vladimir Lénine .

## Influences

Fresque de Sankara sur un immeuble d'Ivry-sur-Seine.

L'un des premiers groupes à revendiquer idéologiquement l'étiquette de « sankarisme » est le Mouvement sankariste, formé en exil à Paris quelques semaines seulement après l'assassinat de Sankara le 15 octobre 1987. Depuis lors, les partis politiques sankaristes auto-identifiés et d'autres organisations sont une caractéristique commune au sein du mouvement d'opposition burkinabé contre le gouvernement du président Compaoré. De nombreux dirigeants sankaristes ont un passé soit dans le gouvernement de Sankara, soit dans les organisations qu'il a créées. Par exemple, Ernest Nongma Ouédraogo — chef de la Convention panafricaine sankariste — était ministre de la Sécurité sous Sankara, et Sams'K Le Jah — chef du Balai citoyen — a reçu son éducation politique à l'adolescence dans le mouvement des Pionniers.
Les sankaristes jouent un rôle important à la fois dans les manifestations burkinabés de 2011 et dans le soulèvement burkinabé de 2014. Ce dernier réussit à renverser le président Blaise Compaoré fin octobre 2014, obligeant le dirigeant à démissionner et à fuir le pays vers la Côte d'Ivoire et provoquant un coup d'État militaire. Thomas Sankara est cité comme une source d'inspiration majeure pour les manifestants, certains allant jusqu'à qualifier le soulèvement de « Révolution 2.0 » en référence à la « Révolution démocratique et populaire » de Sankara dans les années 1980.
Il existe une forte dissonance politique entre les mouvements qui souscrivent à l'héritage politique et aux idéaux de Sankara, un fait que l'opposant burkinabé Bénéwendé Stanislas Sankara décrit en 2001 comme étant « dû à un manque de définition du concept ». Les « sankaristes » vont des communistes et des socialistes plus modérés aux nationalistes et aux populistes.

## Organisations sankaristes

### Burkina Faso
Les groupes sankaristes historiques et actuels comprennent:
- Parti burkinabé pour la refondation ;
- Bloc socialiste burkinabé ;
- Convergence pour la social-démocratie ;
- Convergence de l'espoir ;
- Courant des démocrates fidèles à l'idéal de Thomas Sankara ;
- Rassemblement démocratique et populaire ;
- Mouvement pour la tolérance et le progrès ;
- Parti national des patriotes ;
- Parti de la social-démocratie[9] ;
- Collectif Sankara[9] ;
- Front démocratique sankariste ;
- Mouvement sankariste[9] ;
- Convention panafricaine sankariste ;
- Front des forces sociales ;
- Le Balai citoyen[10] ;
- Union pour la renaissance/Parti sankariste ;
- Union des partis sankaristes.

### À l'étranger
Les Combattants de la liberté économique (EFF) sont un parti politique nationaliste noir d'extrême gauche en Afrique du Sud, fondé en 2013 par Julius Malema, l'ancien président controversé de la Ligue de la jeunesse du Congrès national africain. Le parti est actuellement le troisième plus grand parti dans les deux chambres du Parlement sud-africain, obtenant 1 169 259 voix et 6,35 % des voix lors des élections générales de 2014. L'EFF prétend s'inspirer de Sankara en termes de style et d'idéologie. Dans une chronique de mai 2014, un membre important de l'EFF, Jackie Shandu, déclare que son parti est une « formation fièrement sankariste ». Expulsé de ce parti, Andile Mngxitama fonde Black First Land First en 2015, avec une conscience noire et des politiques panafricanistes et une philosophie de leadership sankariste.
Didier Awadi, musicien de hip-hop sénégalais et l'un des rappeurs les plus en vue d'Afrique de l'Ouest francophone, décrit Thomas Sankara comme sa plus grande inspiration politique. Il enregistre plusieurs chansons faisant référence à Sankara et rend visite à la famille du chef tué au Burkina Faso. En 2003, il crée Studio Sankara, un label de musique et un studio d'enregistrement.